# Пизанский электронный вычислитель

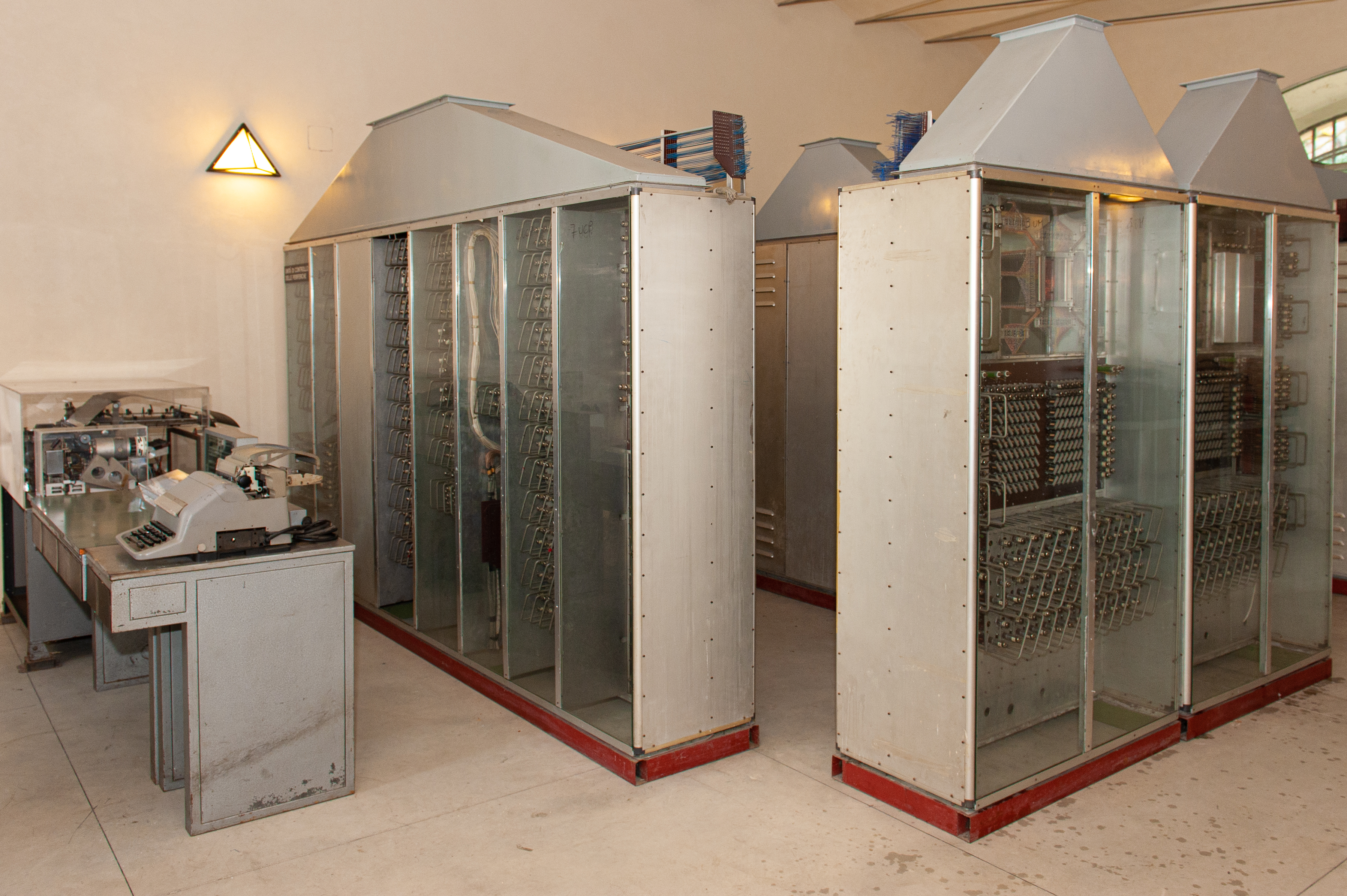
Пизанский электронный вычислитель в музее вычислительной техники

Пизанский электронный вычислитель (итал. Calcolatrice Elettronica Pisana, сокр. CEP) — первый итальянский электронный компьютер для научных исследований.
Был создан по указанию Энрико Ферми. Провинции Пиза, Лукка и Ливорно выделили сумму 150 миллионов лир, в то время значительную, для постройки синхротрона, который впоследствии был построен во Фраскати. Ферми предложил использовать большую часть выделенной суммы для разработки проекта и создания электронного вычислителя.
CEP был построен в 1957 году благодаря усилиям Марчелло Конверси, директора Департамента физики и Алессандро Фаедо, математика, впоследствии президента факультета наук, ректора Университета Пизы и президента национального совета по исследованиям. CEP был изготовлен на транзисторах,  и на нём можно было программировать на языке FORTRAN.
Исследовательская группа, которая вела проект CEP, впоследствии стала подразделением CNR под названием CSCE (Исследовательский центр электронных машин ), затем переименованным в IEI (Институт обработки информации)